# Observatório La Petite Sirène (Observatoire La Petite Sirène)
O Observatório La Petite Sirène (Observatoire de la Petite Sirène ou OPS) é uma associação de interesse geral, fundada a 28 de maio de 2022. 
O Observatório La Petite Sirène é um coletivo multidisciplinar de profissionais e investigadores: médicos, psiquiatras infantis, psicólogos, psicanalistas, advogados, antropólogos, sociólogos, filósofos, juízes infantis, professores da Educação Nacional francesa, dirigentes de estabelecimentos de ensino, entre outros. 
Tem como objetivo alertar os profissionais da infância, os pais e o público em geral sobre o impacto das redes sociais e do ativismo. Os primeiros trabalhos do Observatório enfocam a disforia de gênero. O seu objectivo é sensibilizar os pais e profissionais da infância para os efeitos potencialmente duradouros e irreversíveis de certas práticas médicas relacionadas com a transição de género. O site oferece estudos científicos, depoimentos e recursos para informar o público.
A 13 de novembro de 2023, a Academia de Ciências Morais e Políticas concedeu o Prêmio Marcelle Blum ao Observatório, representado pelas diretoras Céline Masson e Caroline Eliacheff. 